# Omphale salicis
Omphale salicis är en stekelart som först beskrevs av Alexander Henry Haliday 1833.  Omphale salicis ingår i släktet Omphale och familjen finglanssteklar. Arten är reproducerande i Sverige. Inga underarter finns listade i Catalogue of Life.